# Saison 2015 de l'équipe cycliste Verandas Willems

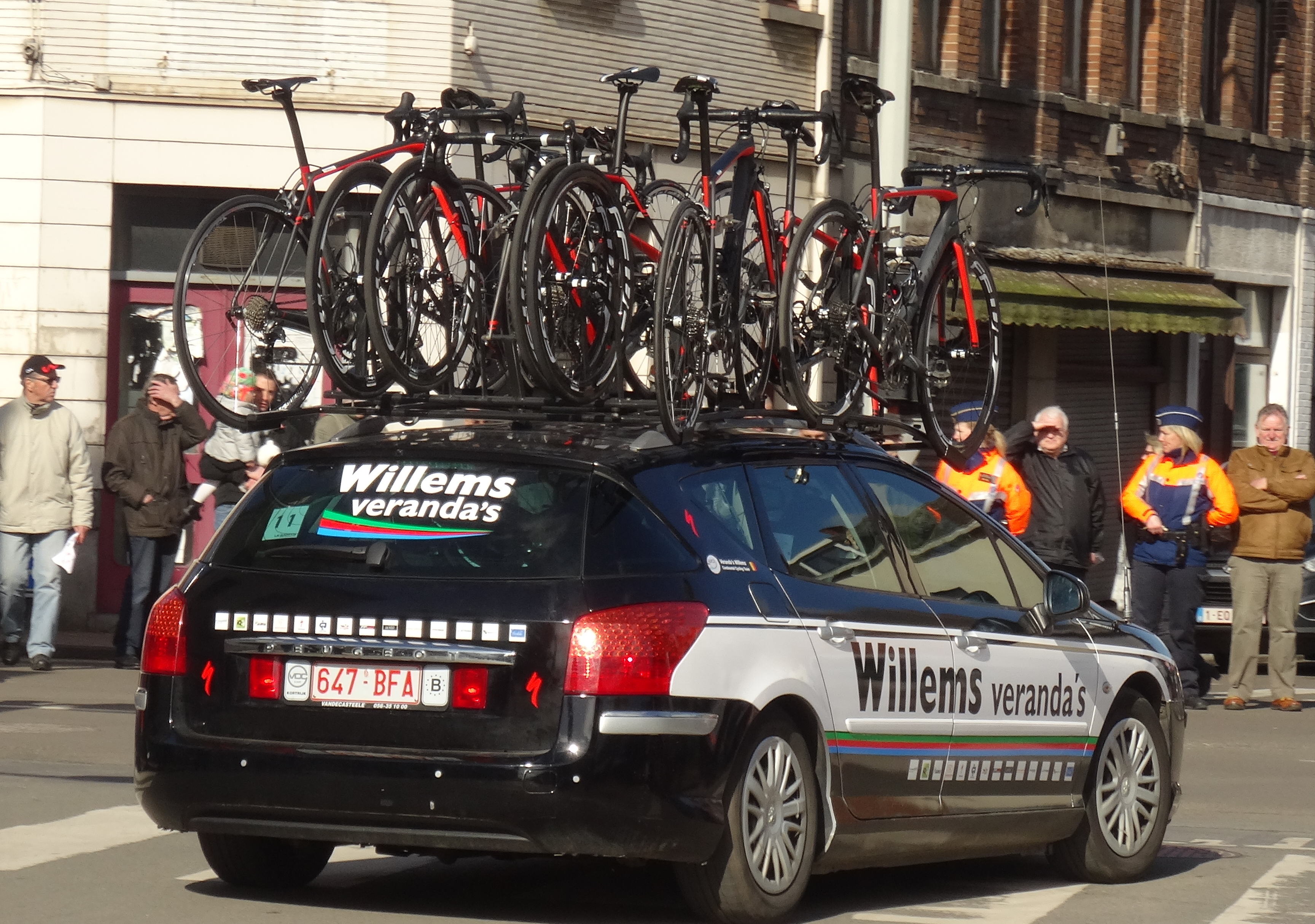
Une voiture de l'équipe lors du départ du Samyn 2015 à Quaregnon.

La saison 2015 de l'équipe cycliste Verandas Willems est la troisième de cette équipe.

## Préparation de la saison 2015

### Arrivées et départs
| Arrivées             | Équipe 2014                  |
| -------------------- | ---------------------------- |
| Joeri Calleeuw       | Geldhof Jielker              |
| Dimitri Claeys       | VL Technics-Abutriek         |
| Dominique Cornu      | Sunweb-Napoleon Games        |
| Dries De Bondt       | Josan-To Win                 |
| Jérôme Gilbert       | Wanty-Groupe Gobert          |
| Jérôme Kerf          | Color Code-Biowanze          |
| Daan Myngheer        | EFC-Omega Pharma-Quick Step  |
| Christophe Prémont   | Wallonie-Bruxelles           |
| Kai Reus             | Parkhotel Valkenburg         |
| Elias Van Breussegem | VL Technics-Abutriek         |
| Sten Van Gucht       | Verandas Willems-CC Chevigny |
| Stef Van Zummeren    | 3M                           |

| Départs               | Équipe 2015                        |
| --------------------- | ---------------------------------- |
| Jérémy Burton         | Douchy-Thalassa                    |
| Jean-Albert Carnevali | Lotto-Soudal U23                   |
| Louis Convens         | T.Palm-Pôle Continental Wallon     |
| Walt De Winter        | Directeur sportif Lotto-Soudal U23 |
| Michael Goolaerts     | Lotto-Soudal U23                   |
| Jelle Mannaerts       | Colba-Superano Ham                 |
| Nicolas Mertz         | T.Palm-Pôle Continental Wallon     |
| Floris Smeyers        | Profel United                      |
| Niels Vanderaerden    | CT 2020                            |
| Niels Vandyck         | Baguet-MIBA Poorten-Indulek        |
| Nicolas Vereecken     | 3M                                 |
| Willem Wauters        | Retraite                           |

## Coureurs et encadrement technique

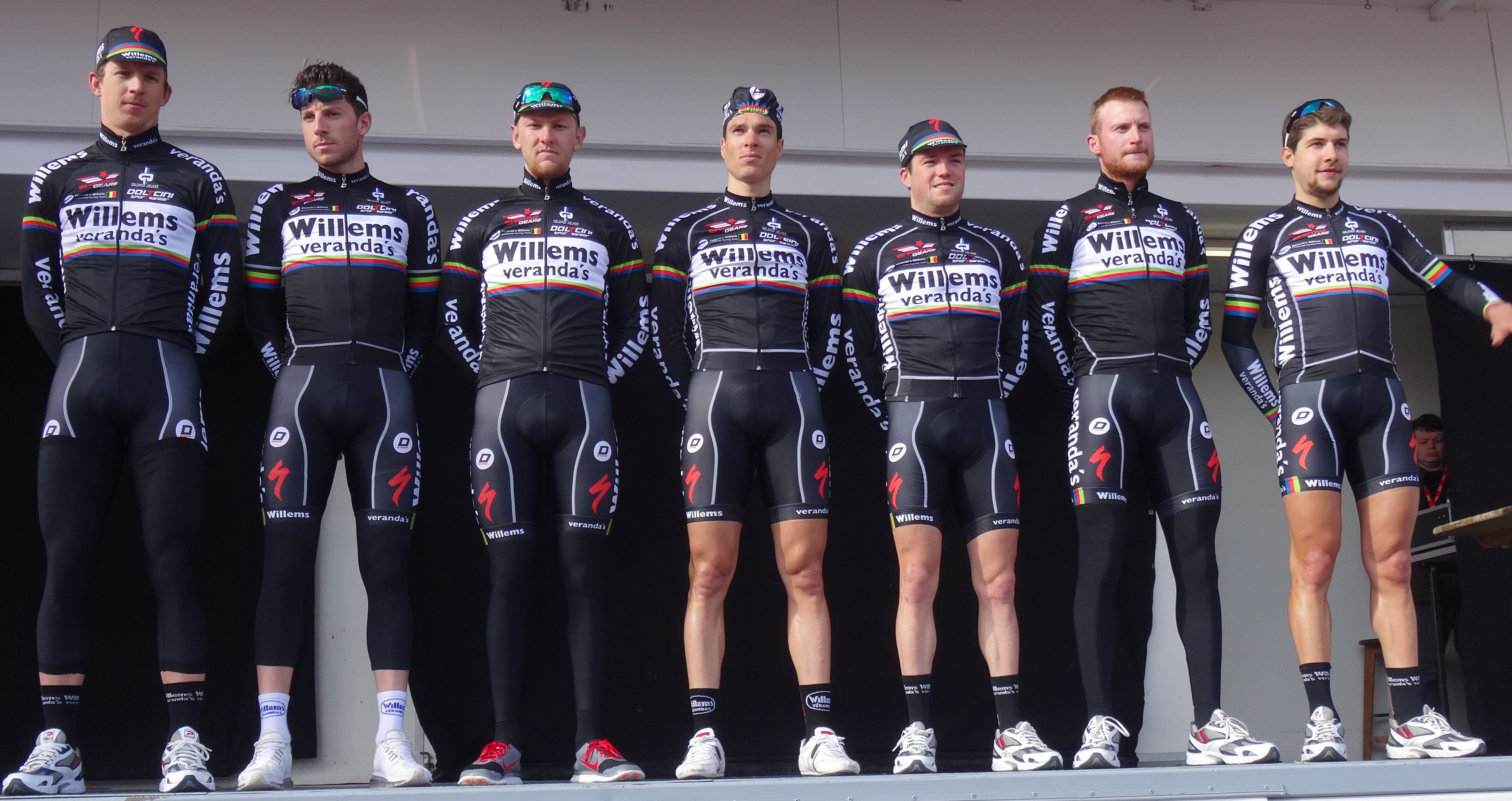
L'équipe lors du départ du Samyn 2015 à Quaregnon.

### Effectif
| Cycliste              | Date de naissance  | Nationalité | Équipe 2014                  |  |
| --------------------- | ------------------ | ----------- | ---------------------------- |  |
| Gaëtan Bille          | 6 avril 1988       | Belgique    | Verandas Willems             |  |
| Joeri Calleeuw        | 5 août 1985        | Belgique    | Geldhof Jielker              |  |
| Dimitri Claeys        | 18 juin 1987       | Belgique    | VL Technics-Abutriek         |  |
| Dominique Cornu       | 10 octobre 1985    | Belgique    | Sunweb-Napoleon Games        |  |
| Dries De Bondt        | 4 juillet 1991     | Belgique    | Josan-To Win                 |  |
| Thomas De Troch       | 16 décembre 1993   | Belgique    | Verandas Willems             |  |
| Jérôme Gilbert        | 22 janvier 1984    | Belgique    | Wanty-Groupe Gobert          |  |
| Jérôme Kerf           | 1er septembre 1993 | Belgique    | Color Code-Biowanze          |  |
| Daan Myngheer         | 13 avril 1993      | Belgique    | EFC-Omega Pharma-Quick Step  |  |
| Olivier Pardini       | 30 juillet 1985    | Belgique    | Verandas Willems             |  |
| Christophe Prémont    | 22 novembre 1989   | Belgique    | Wallonie-Bruxelles           |  |
| Kai Reus              | 11 mars 1985       | Pays-Bas    | Parkhotel Valkenburg         |  |
| Joren Touquet         | 28 janvier 1993    | Belgique    | Verandas Willems             |  |
| Elias Van Breussegem  | 10 avril 1992      | Belgique    | VL Technics-Abutriek         |  |
| Sten Van Gucht        | 29 novembre 1992   | Belgique    | Verandas Willems-CC Chevigny |  |
| Stef Van Zummeren     | 20 décembre 1991   | Belgique    | 3M                           |  |
| Jari Verstraeten      | 8 février 1989     | Belgique    | United                       |  |
| Emiel Wastyn          | 1er janvier 1992   | Belgique    | Verandas Willems             |  |
| Stagiaire             | Date de naissance  | Nationalité | Équipe 2015                  |  |
| Ruben Van Der Haeghen | 2 décembre 1993    | Belgique    | Baguet-MIBA Poorten-Indulek  |  |

Portraits
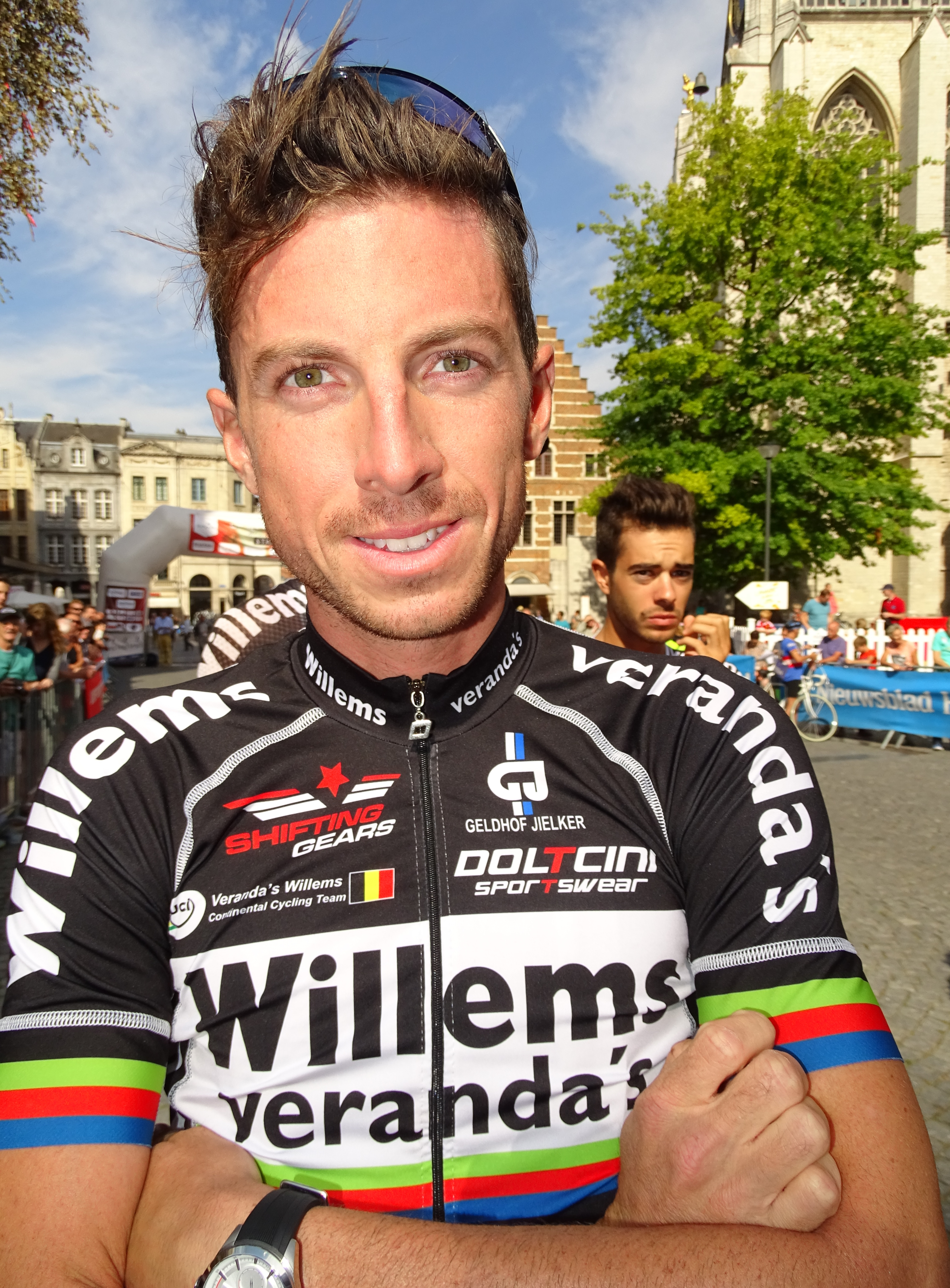
Gaëtan Bille.
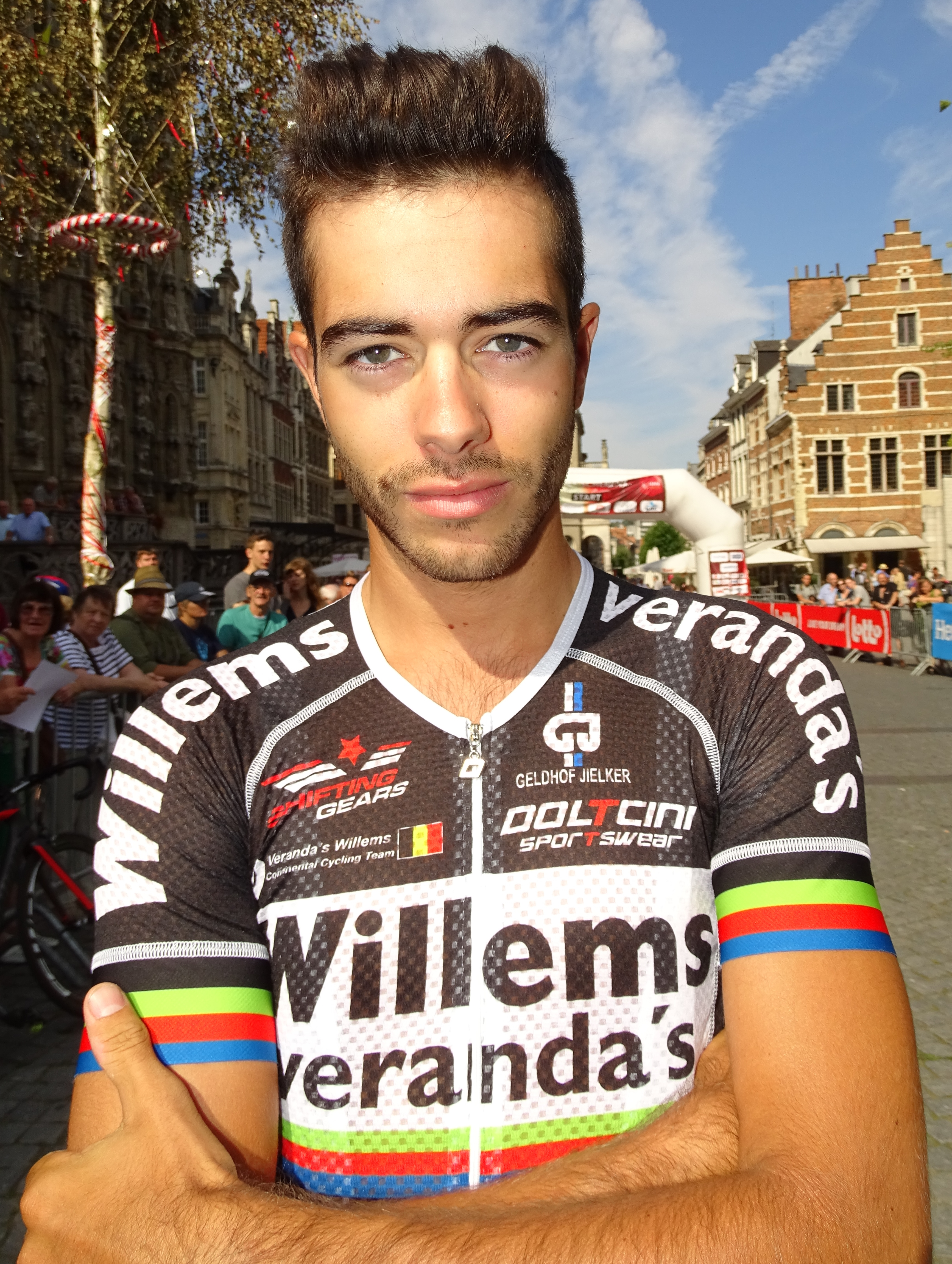
Elias Van Breussegem.

## Bilan de la saison

### Victoires
| Date       | Course                                                | Pays       | Classe | Vainqueur          |
| ---------- | ----------------------------------------------------- | ---------- | ------ | ------------------ |
| 25/03/2015 | 2e étape du Tour de Normandie                         | France     | 2.2    | Dimitri Claeys     |
| 29/03/2015 | Classement général du Tour de Normandie               | France     | 2.2    | Dimitri Claeys     |
| 25/04/2015 | 4e étape du Tour de Croatie                           | Croatie    | 2.1    | Dimitri Claeys     |
| 13/05/2015 | 1re étape de la Flèche du Sud                         | Luxembourg | 2.2    | Gaëtan Bille       |
| 22/05/2015 | 1re étape du Paris-Arras Tour                         | France     | 2.2    | Verandas Willems   |
| 24/05/2015 | Classement général du Paris-Arras Tour                | France     | 2.2    | Joeri Calleeuw     |
| 21/06/2015 | Circuit de Wallonie                                   | Belgique   | 1.2    | Stef Van Zummeren  |
| 24/06/2015 | Internationale Wielertrofee Jong Maar Moedig          | Belgique   | 1.2    | Dimitri Claeys     |
| 26/07/2015 | Grand Prix de la ville de Pérenchies                  | France     | 1.2    | Dimitri Claeys     |
| 29/07/2015 | Prologue du Tour du Portugal                          | Portugal   | 2.1    | Gaëtan Bille       |
| 29/08/2015 | 1re étape du Ronde van Midden-Nederland               | Pays-Bas   | 2.2    | Verandas Willems   |
| 30/08/2015 | Classement général du Ronde van Midden-Nederland      | Pays-Bas   | 2.2    | Olivier Pardini    |
| 10/09/2015 | 1re étape du Tour du Frioul-Vénétie julienne          | Italie     | 2.2    | Christophe Prémont |
| 12/09/2015 | Classement général du Tour du Frioul-Vénétie julienne | Italie     | 2.2    | Gaëtan Bille       |

Podiums
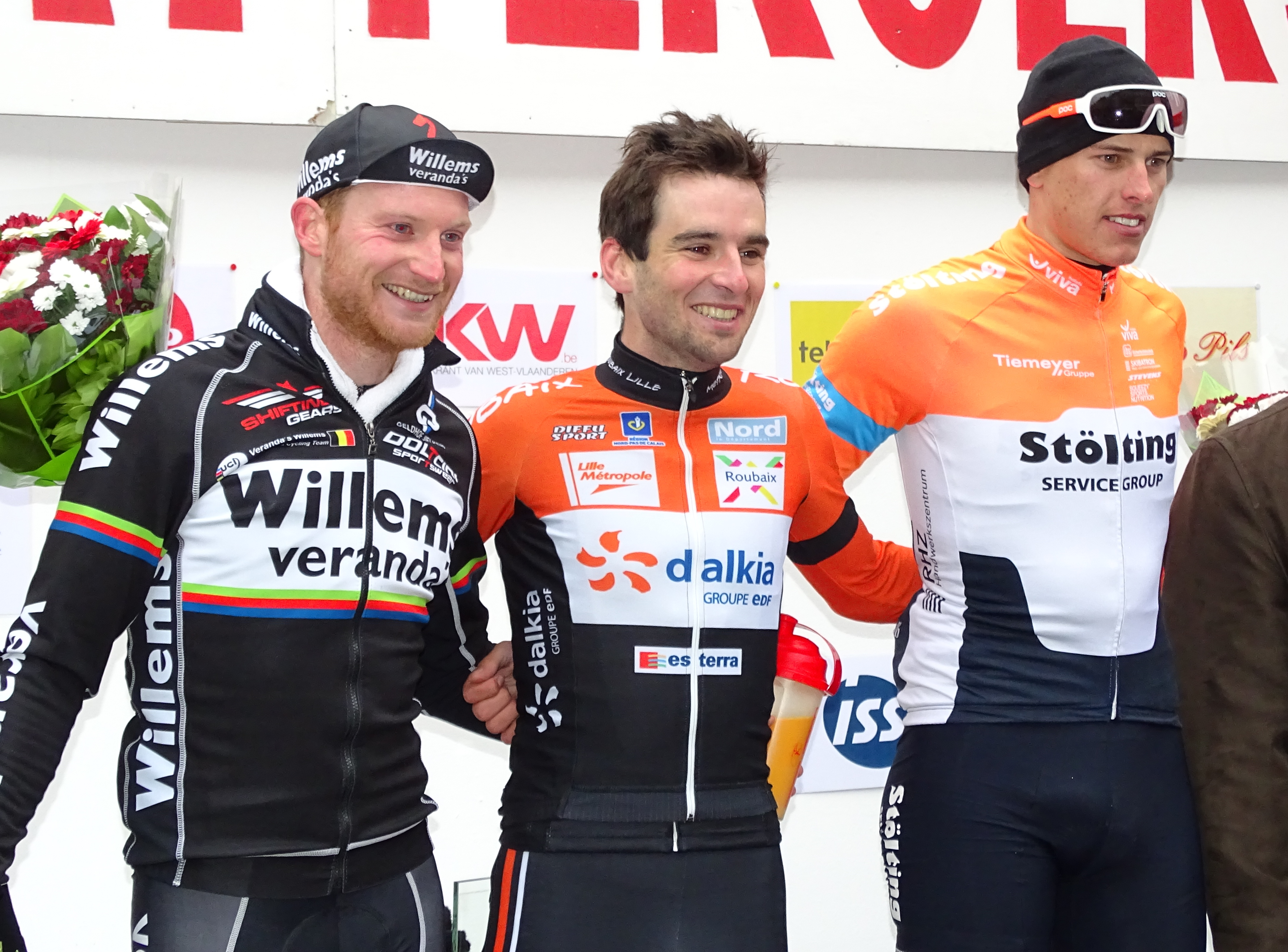
Podium de l'édition 2015 de la Course des chats : Joeri Calleeuw (2e), Baptiste Planckaert (1er) et Nils Politt (3e).
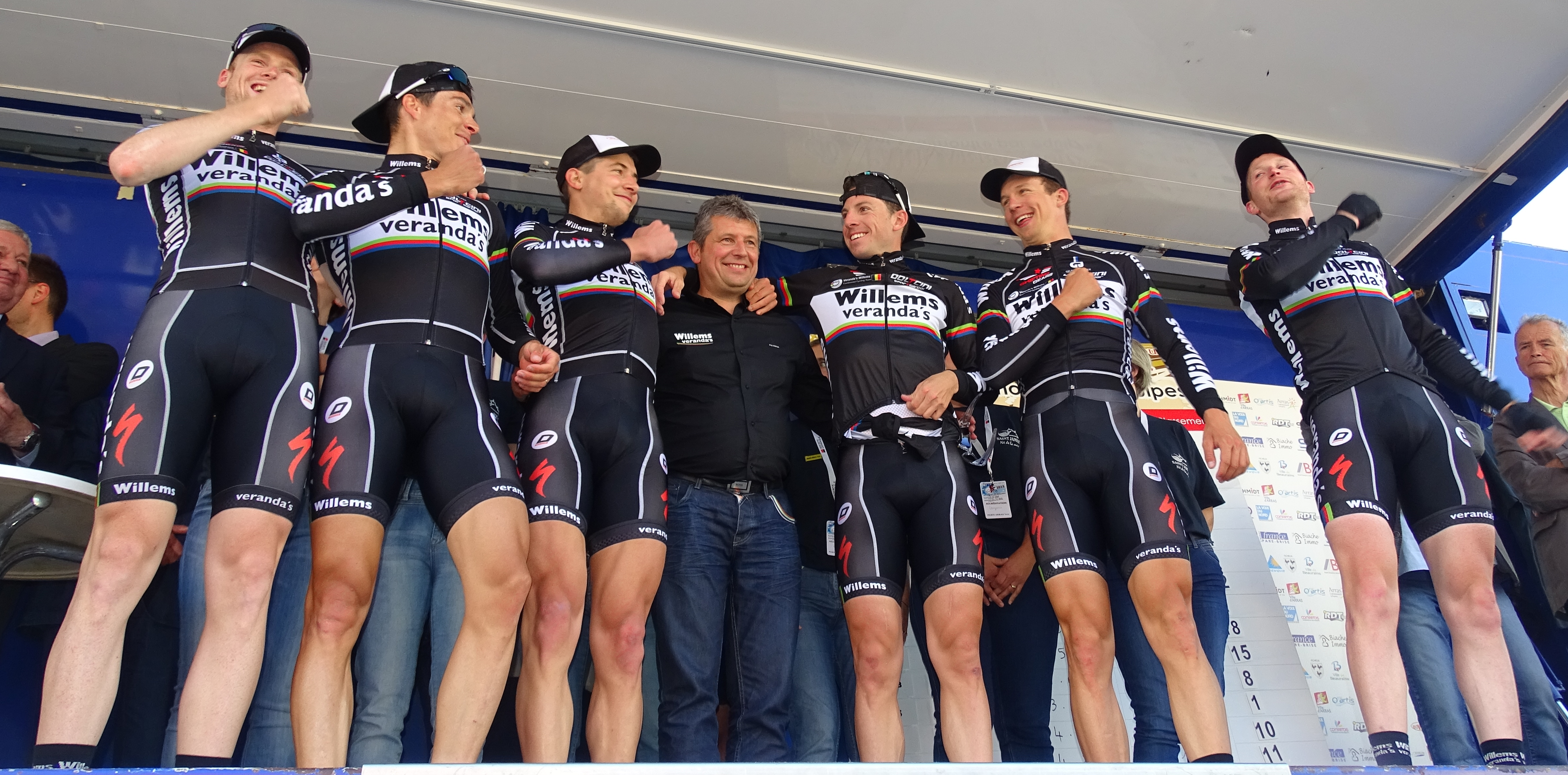
L'équipe Verandas Willems, constituée de Stef Van Zummeren, Olivier Pardini, Christophe Prémont, du directeur sportif Gautier De Winter, Gaëtan Bille, Dimitri Claeys et Joeri Calleeuw, remporte le contre-la-montre par équipes de la 1re étape du Paris-Arras Tour 2015.
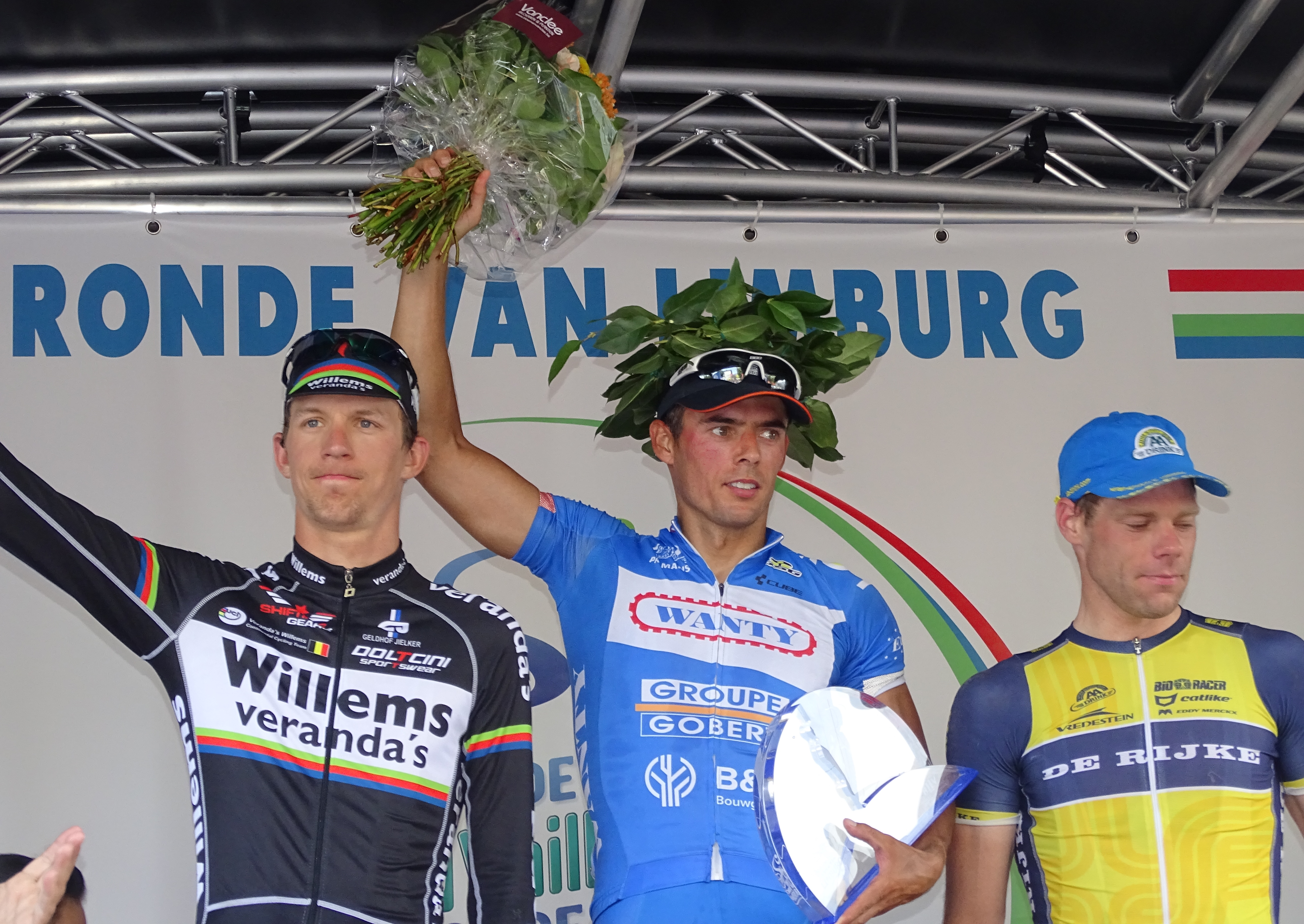
Podium de l'édition 2015 du Tour du Limbourg : Dimitri Claeys (2e), Björn Leukemans (1er) et Wouter Mol (3e).
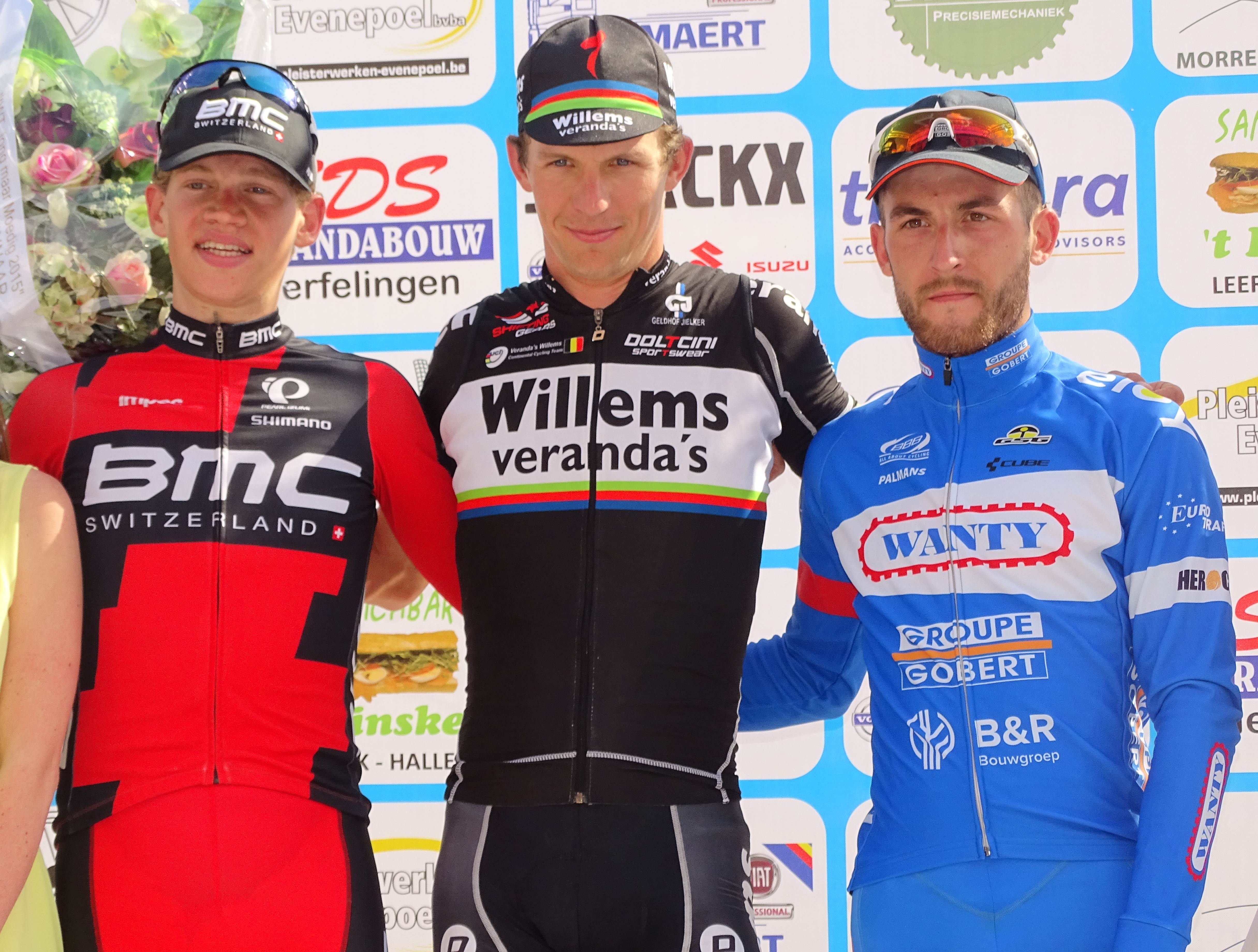
Podium de l'édition 2015 de l'Internationale Wielertrofee Jong Maar Moedig : Floris Gerts (2e), Dimitri Claeys (1er) et Tim De Troyer (3e).
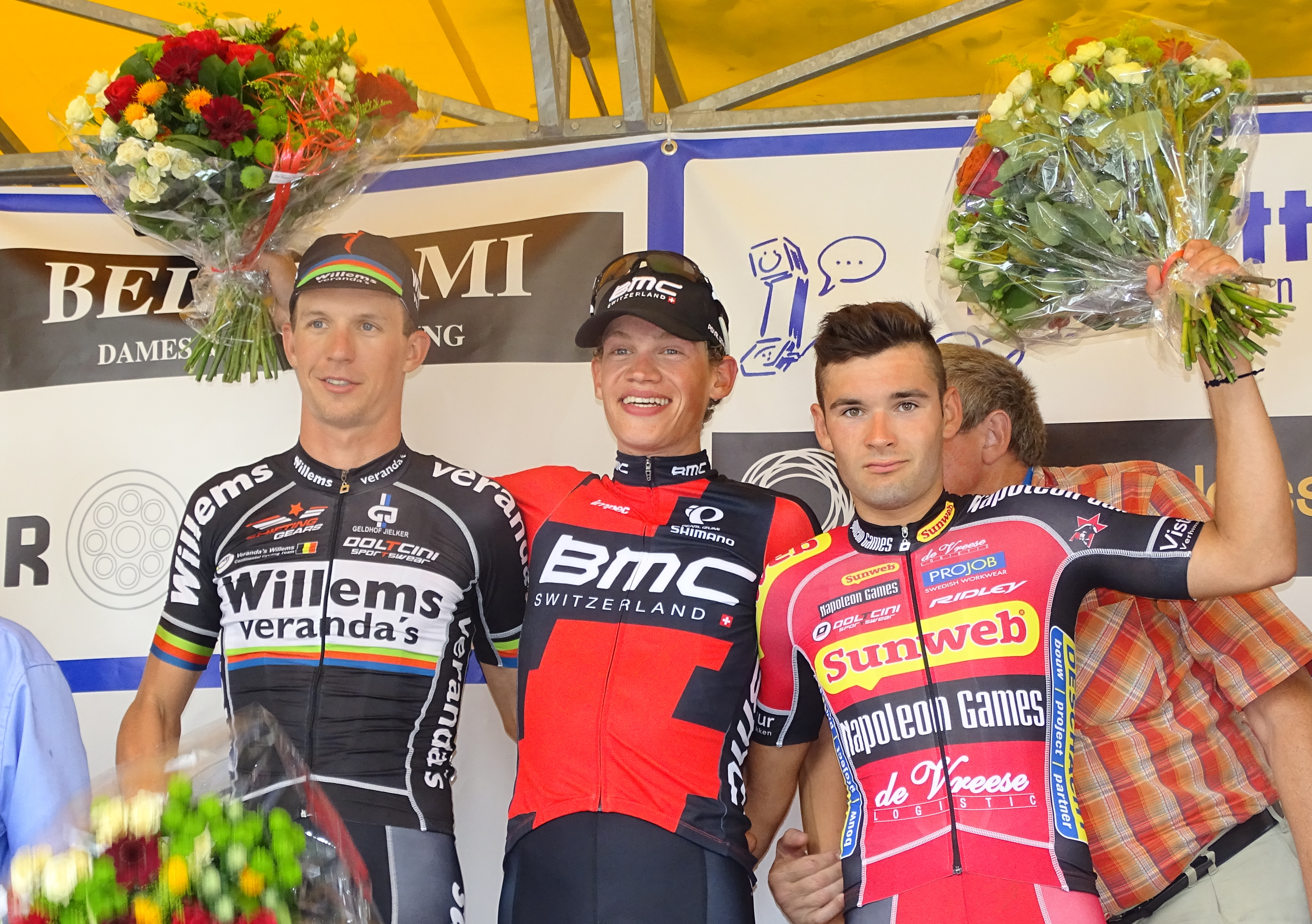
Podium de l'édition 2015 du Circuit Het Nieuwsblad espoirs : Dimitri Claeys (2e), Floris Gerts (1er) et Gianni Vermeersch (3e).
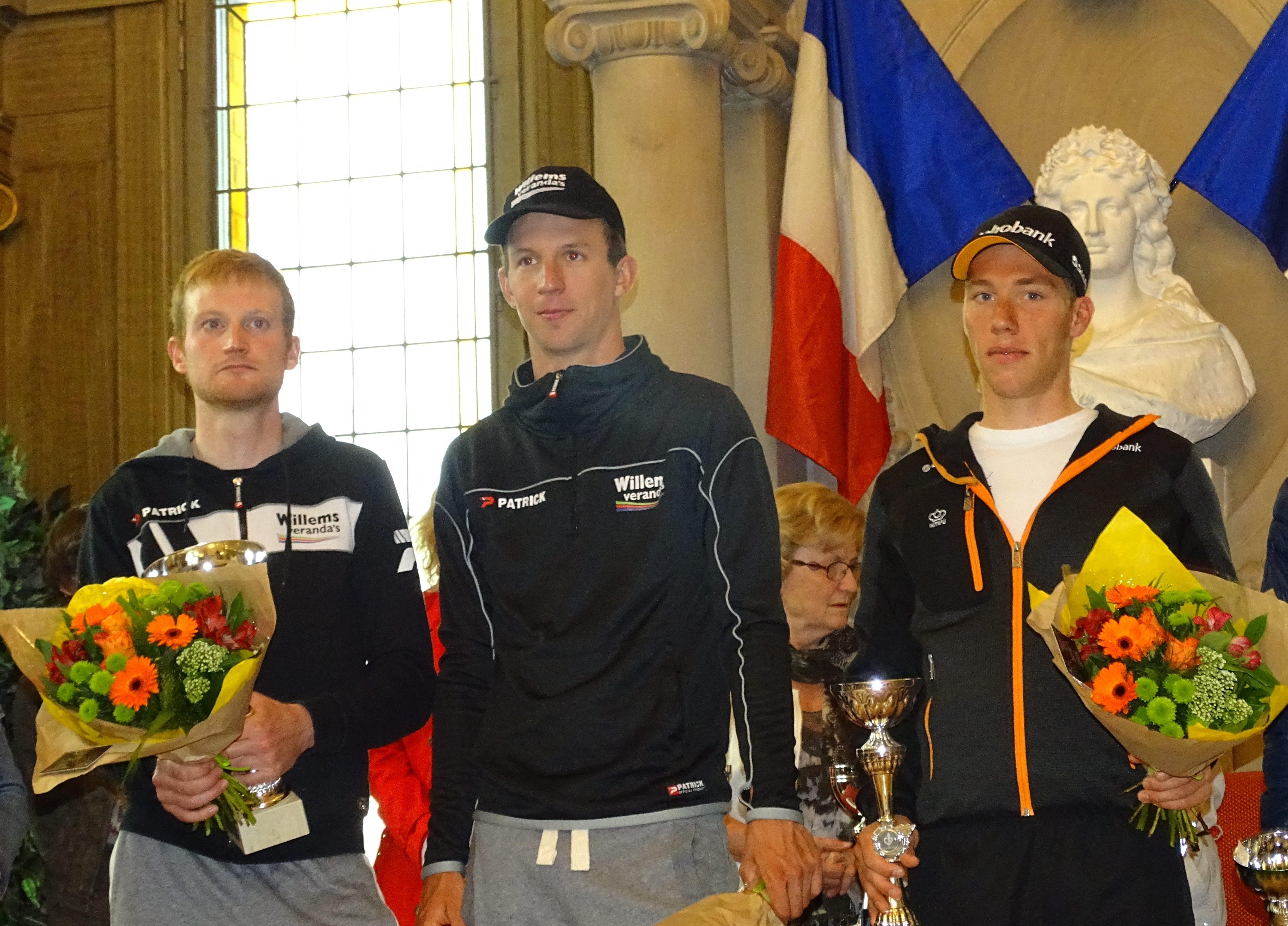
Podium de l'édition 2015 du Grand Prix de la ville de Pérenchies : Joeri Calleeuw (2e), Dimitri Claeys (1er) et Stan Godrie (3e).
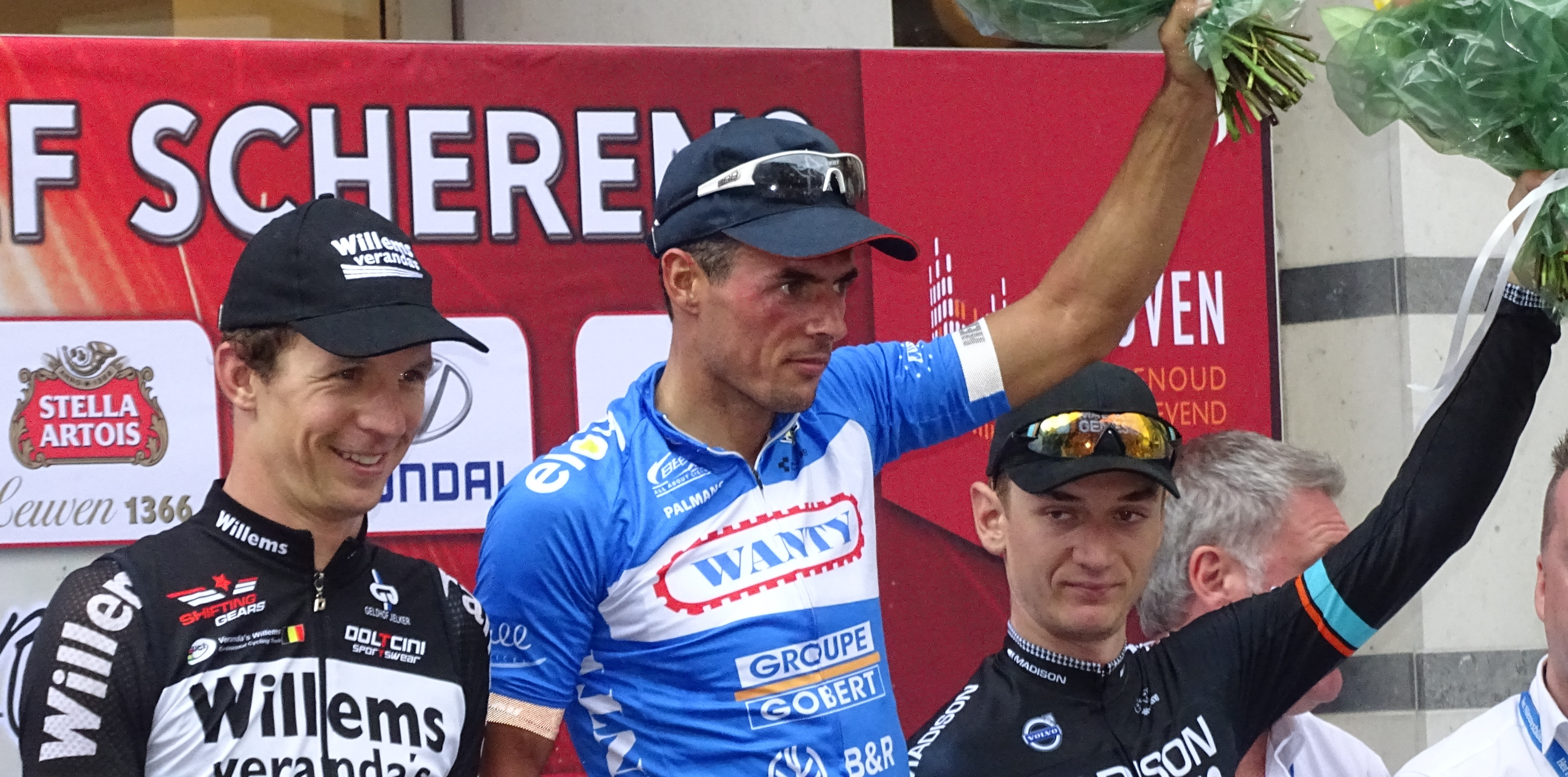
Podium de l'édition 2015 du Grand Prix Jef Scherens : Dimitri Claeys (2e), Björn Leukemans (1er) et Mark McNally (3e).

### Classement UCI

#### UCI Europe Tour
| Rang | Coureur | Points |
| ---- | ------- | ------ |